# Sungri-58
Sungri-58 a fost un camion produs de Sungri Motor Plant din 1956 până în 1993. Vehiculul se baza pe GAZ-51, dar producția sa a continuat chiar și după întreruperea GAZ-51. În ciuda anilor mari de producție, doar 15.000 de unități ale camionului au fost vândute, deoarece vehiculele nu sunt disponibile publicului larg din Coreea de Nord. Majoritatea acestor vehicule au fost vândute companiilor de afaceri și de construcții din cauza comunismului din Coreea de Nord care nu permite vehiculele vândute cetățenilor pentru uz privat.
La sfârșitul anilor 1980, relațiile dintre Coreea de Nord și Uniunea Sovietică au fost în mare parte demontate, iar GAZ a decis să oprească acordul de licență dintre GAZ și Sungri Motor Plant. Acest lucru, odată cu căderea Uniunii Sovietice, a condus la întreruperea camionului Sungri-58 în 1993. A fost înlocuit cu camionul Sungri-58 KA. Camioanele sunt destul de frecvente în Coreea de Nord împreună cu succesorul lor, deoarece sunt utilizate pe scară largă de fermieri, companii de construcții și orice alt tip de afacere mică.